# Survivor: One World
Survivor: One World es la vigésima cuarta temporada del reality show estadounidense Survivor de la cadena CBS. La temporada fue filmada el 1 de agosto hasta el 8 de septiembre de 2011 y estrenada el 15 de febrero de 2012. Las solicitudes se debieron en 11 de enero del 2011, aproximadamente 800 solicitantes visitaron en varios estados, desde allí los 18 concursantes fueron elegidos para participar.  La temporada fue filmada en las proximidades del Upolu, Samoa, que es la misma localización del reality show utilizada para las temporadas Survivor: Samoa, Survivor: Heroes vs. Villains y  Survivor: South Pacific.

## Concursantes
Los miembros del reparto notables incluyen Leif Manson, el primero en competir en Survivor y Monica Culpepper, esposa del exjugador de fútbol Liga de Fútbol Nacional Brad Culpepper.
| Concursante                                     | Tribu original | Tribu cambiada | Tribu fusionada | Final                                        |
| ----------------------------------------------- | -------------- | -------------- | --------------- | -------------------------------------------- |
| Kourtney Moon 29, Austin, Texas                 | Salani         |                |                 | Evacuada Día 3                               |
| Nina Acosta 51, Clovis, California              | Salani         |                |                 | 1era expulsada Día 5                         |
| Matt Quinlan 33, San Francisco, California      | Manono         |                |                 | 2do expulsado Día 8                          |
| Bill Posley 28, Venice, California              | Manono         |                |                 | 3er expulsado Día 11                         |
| Monica Culpepper 41, Tampa, Florida             | Salani         | Manono         |                 | 4ta expulsada Día 14                         |
| Colton Cumbie 21, Monroeville, Alabama          | Manono         | Manono         |                 | Evacuado Día 16                              |
| Jonas Otsuji 37, Lehi, Utah                     | Manono         | Manono         | Tikiano         | 5to expulsado 1er miembro del jurado Día 20  |
| Michael Jefferson 30, Seattle, Washington       | Manono         | Salani         | Tikiano         | 6to expulsado 2do miembro del jurado Día 22  |
| Jay Byars 25, Gaffney, South Carolina           | Manono         | Salani         | Tikiano         | 7mo expulsado 3er miembro del jurado Día 25  |
| Leif Manson 27, San Diego, California           | Manono         | Manono         | Tikiano         | 8vo expulsado 4to miembro del jurado Día 27  |
| Troy "Troyzan" Robertson 50, Miami, Florida     | Manono         | Salani         | Tikiano         | 9no expulsado 5to miembro del jurado Día 30  |
| Kat Edorsson 22, Orlando, Florida               | Salani         | Salani         | Tikiano         | 10ma expulsada 6to miembro del jurado Día 33 |
| Greg "Tarzan" Smith 64, Houston, Texas          | Manono         | Manono         | Tikiano         | 11vo expulsado 7mo miembro del jurado Día 36 |
| Alicia Rosa 25, Chicago, Illinois               | Salani         | Manono         | Tikiano         | 12vo expulsada 8vo miembro del jurado Día 37 |
| Christina Cha 29, West Hollywood, California    | Salani         | Manono         | Tikiano         | 13va expulsada 9no miembro del jurado Día 38 |
| Chelsea Meissner 26, Charleston, South Carolina | Salani         | Salani         | Tikiano         | Tercer lugar                                 |
| Sabrina Thompson 33, Brooklyn, New York         | Salani         | Salani         | Tikiano         | Segundo lugar                                |
| Kim Spradlin 29, San Antonio, Texas             | Salani         | Salani         | Tikiano         | Ganadora                                     |

Los votos totales son el número de votos que un náufrago ha recibido durante los Consejos Tribales, en la cual el náufrago es elegible para quedar fuera del juego. No incluye los votos recibidos durante la final del Consejo Tribal..